# Brasil Rodo Aéreo
BRA (Brasil Rodo Aéreo) Transportes Aéreos ist eine brasilianische Fluggesellschaft mit Basis in São Paulo und ehemals Hub auf dem Flughafen São Paulo-Guarulhos, die sowohl in- wie ausländische Ziele anflog und nun Charterflüge anbietet. Im August 2006 war BRA die drittgrößte brasilianische Fluggesellschaft mit einem Marktanteil von 4,19 %. 

## Geschichte
Die Fluggesellschaft wurde 1999 gegründet und nahm im gleichen Jahr den Betrieb unter dem Namen Brasil Rodo Aéreo auf. Im März 2006 erfolgte die Umbenennung in BRA Transportes Aéreos. Seit Juli 2007 bestand ein Codesharing-Abkommen zwischen BRA und OceanAir, wodurch vor allem die Anzahl der angebotenen Flüge innerhalb Brasiliens deutlich erhöht werden konnte. Am 6. November 2007 beantragte BRA bei der zuständigen brasilianischen Behörde die Einstellung des Flugbetriebs ab dem folgenden Tag. 2009, fast zwei Jahre nach der Einstellung des Flugbetriebs, nahm die Airline den Charterflugbetrieb mit einer Boeing 737, die vormals Gol Transportes Aéreos gehörte, wieder auf. Die eingesetzte Maschine wurde 2010 an Puma Air verkauft.

## Ehemalige Ziele
Bis zur Einstellung des Flugbetriebs bot BRA neben Flügen zu Zielen in Brasilien auch Flüge z. B. nach Lissabon, Madrid und Mailand an.

## Flotte

### Derzeitige Flotte
Mit Stand Februar 2015 besitzt die Fluggesellschaft eine Boeing 767.

### Flotte bis zur Einstellung des Betriebs 2007
Bei Einstellung des Flugbetriebs im November 2007 bestand die Flotte aus:
- 07 Boeing 737-300
- 03 Boeing 737-400
- 01 Boeing 767-200
- 01 Boeing 767-300ER

Folgende Luftfahrzeuge waren bestellt:
- 02 Boeing 767-300ER
- 20 Embraer 195 mit einer Option für 20 weitere Luftfahrzeuge